# 小柳美奈子
小柳 美奈子（こやなぎ みなこ、本名：須川 美奈子、1965年 - ）は、日本のピアニスト。新潟県上越市出身。新潟県立高田高等学校を経て、東京芸術大学音楽学部器楽科卒業。ピアノを安川加壽子、梅谷進、秦はるひに師事。

## 人物
伴奏で有名だが、ソリストとしても吉松隆作曲のピアノ曲集「夢の動物園」から第1集、第2集（この2集には磯田健一郎の楽曲も含まれる）を各1枚のCDでリリースしている。また、山口多嘉子（パーカッション）とのデュオ〈パ・ドゥ・シャ〉のメンバーでもあり、2005年にデビュー・アルバムをリリースしている。
山口と共に大の猫好きであり、ユニット名〈パ・ドゥ・シャ〉（意味は「猫の足跡」）はその事にちなんでつけられた。
以前は自宅でも「にゃ」という名の三毛猫を飼っていた。夫である須川展也のフォトブック「音楽しか考えられなかった」によれば、その猫がたびたび家にやって来るので夫婦で可愛がっていたのだが、ある日須川がほろ酔いの勢いでつい家に入れてしまい、そのまま飼う事になったらしい。「にゃ」は彼のブログ「Sugar Time」にたびたび登場している。その後、「にゃ」は2010年12月27日に20歳で死去し、翌年の5月以来は「ぴんぽん」と「あくび」の2匹を飼っている。
鹿児島県霧島市にてトルヴェール・クヮルテットの演奏会が行われた夜に、ホテルでどんちゃん騒ぎを始めた4人に対して「いい加減にしなさい!!!」と怒鳴ったという。